# Heinfried Engel
Heinfried Engel (* 8. Juli 1947 in Haiger) ist ein ehemaliger deutscher Stabhochspringer.
Bei den Europäischen Hallenspielen 1967 in Prag wurde er Fünfter, bei den Olympischen Spielen 1968 in Mexiko-Stadt Achter und bei den Leichtathletik-Halleneuropameisterschaften 1970 in Wien Fünfter.
1971 folgte einem vierten Platz bei den Halleneuropameisterschaften in Sofia ein achter Platz bei den Leichtathletik-Europameisterschaften in Helsinki. 1972 wurde er Siebter bei den Halleneuropameisterschaften in Grenoble.
1969 wurde er Deutscher Meister, 1967 und 1968 Deutscher Vizemeister. In der Halle holte er 1969 und 1970 den nationalen Titel und wurde 1967, 1971 sowie 1972 Vizemeister.
Heinfried Engel startete bis 1967 für den SV Siemens Nürnberg, danach für den USC Mainz.

## Persönliche Bestleistungen
- Stabhochsprung: 5,21 m, 19. Juli 1970, Mainz
  - Halle: 5,23 m, 15. Februar 1969, Barcelona